# Московський сільський округ (Костанайський район)
Моско́вський сільський округ (каз. Москва ауылдық округі, рос. Московский сельский округ) — адміністративна одиниця у складі Костанайського району Костанайської області Казахстану. Адміністративний центр — село Московське.
Населення — 1735 осіб (2021; 2224 у 2009, 2719 у 1999, 4545 у 1989).
Станом на 1989 рк існувала Московська сільська рада (селища Косколь, Московський, Озерний, Світлий Жарколь). Село Косколь ліквідовано 2009 року.

## Склад
До складу округу входять такі населені пункти:
| Населений пункт       | Старі назви | Населення, осіб (1989) | Населення, осіб (1999) | Населення, осіб (2009) | Населення, осіб (2021) |
| --------------------- | ----------- | ---------------------- | ---------------------- | ---------------------- | ---------------------- |
| Косколь, село         | -           | 427                    | 147                    | -                      | -                      |
| Московське, село      | Московський | 1678                   | 2329                   | 1929                   | 1615                   |
| --Озерний, селище     | -           | 1983                   | -                      | -                      | -                      |
| Світлий Жарколь, село | -           | 457                    | 390                    | 295                    | 120                    |